# Pierre Gabriel
Pour les articles homonymes, voir Pierre Gabriel (homonymie) et Gabriel.
 Pierre Gabriel, né le 31 mai 1926 à Bordeaux et mort à l’hôpital de Rangueil à Toulouse le 11 juillet 1994, est un poète français.

## Biographie
Il a vécu depuis son enfance en Pays d’Armagnac, à Condom (Gers). Il fit ses études universitaires d’Anglais à la Faculté des Lettres de Bordeaux. Avant de prendre sa retraite, il s’est occupé d’un vignoble et d’une distillerie. Il a imprimé durant quinze ans, à l’aide d’une presse à bras, une série de cahiers de poésie intitulés Haut Pays. En outre, il a publié une quinzaine de recueils salués à plusieurs reprises. L’ensemble de son œuvre a été couronné par le Grand Prix de Poésie du Mont-Saint-Michel l’année de sa mort, en 1994

## Regard sur l'œuvre
Pierre Gabriel est un poète de la nature qui exprime la difficulté de vivre. Il saisit, souvent en des poèmes courts, à la fois à voix basse et avec ferveur, l’enfance perdue, l’espoir ancien. Toutefois il refuse la nostalgie et repousse les ténèbres.

## Distinctions
- Prix Voronca en 1958
- Prix Antonin-Artaud en 1967
- Prix Apollinaire en 1983

## Œuvres
Poésie
- Seule mémoire, Subervie, 1965, Prix Artaud 1967
- L’Amour de toi, Gaston Puel, La Fenêtre Ardente, 1967
- La Vie sauve, Rougerie, 1970
- La Main de bronze, Chambelland, 1972
- Le Nom de la nuit, Rougerie, 1973
- Lumière natale, Rougerie, 1979
- La Seconde porte, Rougerie, 1982, Prix Apollinaire 1983
- La Route des Andes, Rougerie, 1987
- La Nuit venue, Rougerie, 1992
- La Cinquième vérité, Rougerie, 1994
- La Vie en gage, L’Arrière-Pays, 1994
- L’Amour même, Voix d’Encre, 1997
- Où ta demeure, voyageur ?, L'Arrière-Pays, 1997

Romans et Nouvelles
- L’Ormeau, E.F.R. Paris, 1976
- Une Vie pour rien, E.F.R. Paris, 1978
- Le Serpent bleu, L’Âge d’Homme, 1988, Prix Prométhée de la Nouvelle

Pour la Jeunesse
- Chaque aube tient parole, poèmes, Cheyne éditeur, 1988
- Le Cheval de craie, Le Dé Bleu, coll. Le farfadet bleu, 1997

## Hommages
- Pierre Gabriel, Christian Hubin, Éditions Subervie, 1973